# Vladimir Kulich
Vladimir Kulich (ur. 14 lipca 1956 w Pradze) – kanadyjsko-czeski aktor filmowy i telewizyjny.

## Filmografia

### filmy fabularne
- 1990: The Great Los Angeles Earthquake jako William De Bruin
- 1993: Necronomicon: Book of the Dead jako Villager
- 1994: Szalony Jack (Crackerjack) jako Stephan
- 1994: Czerwony skorpion 2 (Red Scorpion 2) jako Hans
- 1995: Frajer (Deceptions II: Edge of Deception) jako Allan Stadler
- 1999: Trzynasty wojownik (The 13th Warrior) jako Buliwyf
- 2006: As w rękawie (Smokin’ Aces) jako Szwed
- 2011: Żelazny rycerz (Ironclad) jako Hauptmann Tiberius
- 2014: Bez litości (The Equalizer) jako Vladimir Pushkin
- 2017: Wściekły pies (Savage Dog) jako Steiner

### seriale TV
- 1989: Cwaniak (Wiseguy) jako Scarpo
- 1989: MacGyver jako Hans Kreese / Pan Mammon
- 1992: Knots Landing jako Thug
- 1992: Nieśmiertelny (Highlander) jako Pauling
- 1994: M.A.N.T.I.S. jako Liakos
- 1995: Z Archiwum X jako Olafsson
- 1999: Misja w czasie (Seven Days) jako Ivan Mironov
- 2002–2003: Anioł ciemności (Angel) jako Bestia
- 2013: Wikingowie (Vikings) jako Erik

### gry wideo
- 2011: The Elder Scrolls V: Skyrim jako Ulfric Stormcloak (głos)
- 2013: Tomb Raider jako Nikolai/Solarii (głos)